# Woroba
Woroba (fr.: District du Woroba) – jeden z czternastu dystryktów Wybrzeża Kości Słoniowej, położony w zachodniej części kraju. Stolicą dystryktu jest Séguéla.

## Podział administracyjny
Dystrykt Woroba dzieli się na 3 regiony:
- Region Bafing (stolica w Toubie)
  - Departament Koro
  - Departament Ouaninou
  - Departament Touba
- Region Béré (stolica w Mankono)
  - Departament Dianra
  - Departament Kounahiri
  - Departament Mankono
- Region Worodougou (stolica w Séguéli)
  - Departament Kani
  - Departament Séguéla